# Cyclosa bianchoria
Cyclosa bianchoria là một loài nhện trong họ Araneidae.
Loài này thuộc chi Cyclosa. Cyclosa bianchoria được miêu tả năm 1990 bởi Chang-Min Yin et al..